# Сейфуддин
Сейфуддин (араб.  سيف الدين ‎ )  — арабское мусульманское мужское имя, состоит из двух корней: "меч" и "вера", является одним из производных от имени "Сейф" - меч. Другие однокоренные имена: Сейфулла, Сейфали, Сейф-уль-Ислам, Сейфульмулюк. При транскрипции может иметь несколько вариантов написания: азерб. Seyfəddin, тур. Seyfeddin, анг. Sayf al-Din, Saifuddin и др. Этимологически может быть сопоставлено с тюркским именем Кылыч или Кылычбек. 
- Сайф ад-Дин Баркук (ок. 1339—1399) — мамлюкский султан Египта (1382—1389, 1390—1399), основатель династии Бурджитов.
- Сайф ад-Дин Кутуз — мамлюкский султан Египта (1259—1260) из рода Хорезмшахов-ануштегинидов.
- Аль-Малик аль-Камиль Сайф ад-Дин Шабан ибн Мухаммад — мамлюкский султан Египта, правивший в 1345—1346 годах.
- Сейфеддин Гази I (1106—1149) — старший сын сельджукского атабека Мосула и Алеппо Имадеддина Занги.
- Сайф ад-Дин Сури — правитель Гуридского государства (1146—1149).
- Сайф ад-Дин Мухаммад ибн Хусейн — султан Гуридского султаната с 1161 по 1163.
- Сайф ад-Дин Бохарзи (1190—1261) — известный на мусульманском Востоке суфийский шейх, поэт-мистик и богослов.
- Сайфуддин Абубаракат Ахмад (1639—1684) — учёный ханафитского мазхаба.
- Омар Али Сайфуддин III — султан Брунея с 1950 по 1967 год.
- Омер Сейфеддин (1884—1920) — турецкий писатель и поэт, один из родоначальников турецкой реалистической новеллы.
- Сейфаддин Вели оглы Алиев
- Гурбанов, Сейфаддин Али оглы
- Марданлы, Сейфаддин Гашимович